# Buda (concepto)

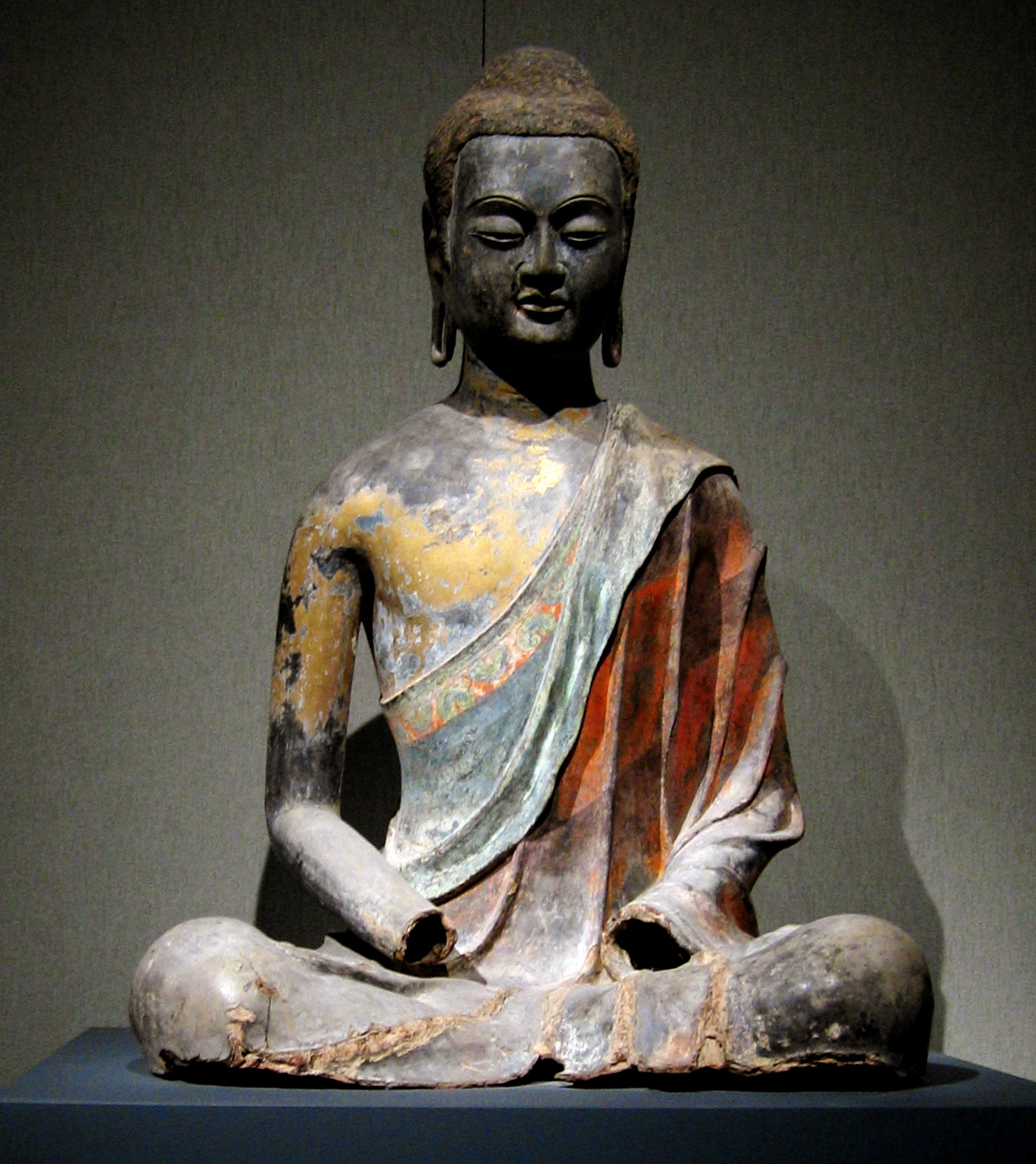
Buda sentado.
Escultura encontrada en la provincia de Hebei), del
período Tang, alrededor del 650 d. C.

Buda es un nombre honorífico con contenido religioso que se aplica a quien ha logrado un completo despertar o iluminación espiritual.
En el marco religioso indio en donde se desarrolla el budismo, este despertar implica un estado de tranquilidad mental.
Esto sucede tras transcender el deseo o ansia (lobha), la aversión (dosha) y la confusión (moha).
En sánscrito, buddha significa ‘espiritualmente despierto’ o ‘iluminado’.
En la letra devanagari (que se utiliza en el norte de la India desde el siglo XI de nuestra era) se escribe बुद्ध.
En la primera compilación escrita del budismo, el canon pali del budismo theravāda, el término Buda se refiere específicamente a aquellos que hayan despertado a la verdad (dharma).
En el libro Majjhima del canon pali, cuando el brahmán Brahmayu pregunta qué es un buddha, recibe la siguiente contestación:

Aquel que conoce sus existencias anteriores y ve el mundo de sufrimiento y el mundo de felicidad; que ha llegado al término de sus reencarnaciones y ―dotado de un conocimiento trascendente― sabe que su mente está pura y libre por completo de todas las pasiones; que ha dejado atrás el nacimiento y la muerte, ha llegado a la perfección en la vida espiritual y se ha puesto más allá de todo; un ser así es llamado buddha.

A nivel esotérico, según el Glosario Teosófico de Helena Blavatsky, define a un Buddha de la siguiente manera:

Literalmente: "el Iluminado". El más alto grado de conocimiento. Para llegar a ser Buddha hay que destruir enteramente la esclavitud de los sentidos y de la personalidad; adquirir una completa percepción del verdadero Yo (la Tríada Superior Imperecedera) y aprender a no separar éste Yo de los demás yoes (el Cuaternario Inferior Perecedero); aprender también por experiencia en primer lugar la completa falta de realidad de todos los fenómenos del Cosmos visible; llegar a un absoluto desprendimiento de todo lo efímero y finito, y vivir, aun estando en la tierra, sólo en lo inmortal y eterno, en un supremo estado de santidad.

En el budismo se relata que Buda Gautama no ha sido el único buda. El canon pāḷi se refiere al buda Gautama como el 28.º de una larga lista que surgen paralelamente al florecimiento y posterior desaparición de su enseñanza (véase la Lista de los 28 Budas).
Según una tradición budista moderna (del siglo XI), el próximo Buda aparecerá dentro de 30 000 años y será llamado Maitreya.
El budismo enseña que cualquiera tiene el potencial innato para llegar a experimentar el despertar y el nirvāṇa. Realizar el nirvana implica realizar la misma naturaleza de un Buda, pero no así convertirse en un Buda histórico como lo fue Siddharta Gautama. En el budismo theravāda existe el apelativo de arhat (noble, digno) que se aplica a quienes han realizado dichas cualidades. En el posterior budismo mahāyāna el significado de la palabra de Buda cobrará un uso mucho más extensivo, en donde la palabra Buda se empleará tanto para nombrar al personaje histórico de Siddharta, para hacer mención a la completa realización del camino budista, o para designar a la realidad como un todo ("el Buda").
Los diversos enfoques de escuelas distintas así como las traducciones hacia el sánscrito, chino o tibetano, será el marco para esta ampliación de significados.

## Tipos de budas
En el canon pali, se une el término buda con otras palabras para así distinguir peculiaridades de un buda.
De este modo, se explican tres tipos de buda:
samyaksambudas,
pratyekabudas y
savakabudas.
- Samyaksambuda: son aquellos que una vez alcanzada la budeidad, deciden enseñar a otros la verdad que han descubierto. Así mismo son los que deciden sobre qué hacer con su propio destino, teniendo muchas opciones que vienen de su interior y naturaleza, teniendo claras estas decisiones recién se sienten capaces de guiar a otros al despertar a través de la enseñanza del dharma en un tiempo o mundo donde este ha sido olvidado o no ha sido enseñado todavía. Buda Gautama es considerado uno de los 28 samyaksambudas. Para llegar a ser un samyaksabuda se deben practicar las 10 paramitas o perfecciones que son atribuidas a todos los considerados «perfectamente iluminados» y están en condiciones para predicar el dharma.
- Pratyekabuda: en ocasiones llamados «los budas silenciosos o solitarios», son similares a los samyaksambudas en que han alcanzado el nirvana y adquirido la misma realización que ellos, pero han escogido no enseñar a otros de manera explícita todo lo que han descubierto, sino que se limitan a consejos de conducta o morales,[4] por lo que la tradición budista les considera inferiores a los samyaksambudas. En algunos textos, los pratyekabudas son descritos como aquellos que comprenden el dharma a través de sus propios esfuerzos, pero no obtienen la omnisciencia ni el dominio sobre los «frutos».[5]
- Savakabuda: término poco utilizado que identifica a los discípulos de un buda como Budas.

## Otros términos importantes
- Arhat: es alguien que sigue la enseñanza de un samyaksambuda y logra realizar el nirvana. Este término se emplea en el budismo Theravada e implica la máxima realización a la que se puede aspirar, ya que el nombre de Buda se aplica sólo al Buda histórico.

- Sravakas: significa "oidor" o "seguidor" y se aplica a toda aquella persona que sigue la enseñanza del Buda escuchando y reteniendo, pero no ha realizado todavía el nirvana y no es un arhat.

Estos términos mencionados son los principales del budismo theravada, si bien la palabra buda se utiliza unida a otros prefijos varias veces, como por ejemplo en el caso de Anubuda; término empleado por el Buda Gautama en la Khuddakapatha
para referirse a aquellos que llegaron a ser budas después de recibir instrucción.
Estos discípulos iluminados alcanzan el nirvāṇa y el parinirvāṇa al igual que los otros dos tipos de buda, aunque el término más usado para ellos es Arhat.
Un comentario theravāda del siglo XII usa el término savakabuda para describir la iluminación del discípulo.
Según esta escritura hay tres tipos de budas, pero en este caso, no se aplica el significado común de la palabra buda (como aquel que descubre el dharma sin un maestro).

## En el budismo theravāda
Mucho después de la muerte de Buda Gautama, solo se mantenían las tradiciones orales, negándose los monjes a utilizar la escritura, en favor del entrenamiento de la memoria.
Recién cuatro siglos después de su muerte, aparecieron los primeros textos escritos.
El budismo se enseñaba en escuelas religiosas, directamente de boca a oído, y uno de los más grandes maestros había sido Sariputra (el hijo de Sari), quien fuera discípulo del Buda histórico, y a quien la corriente Theravāda considera el segundo fundador del budismo
Sariputra sistematizó la doctrina y descartó enseñanzas que a su ver, no constituían la enseñanza fundamental.
Por otro lado, un asistente del Buda, llamado Ananda, se erigió en defensor de la totalidad de la enseñanza, bajo sus propias interpretaciones
La corriente de Sariputra recibe el nombre de Theravāda ("de los antiguos").
También se la conoce, a veces de forma peyorativa, como Hinayana o "del pequeño vehículo", por su austeridad y precisión, en contraste con la corriente de Ananda, que es conocida como "del gran vehículo" o Mahāyāna, por la profusión de enseñanzas y reglamentos.
La ortodoxia monástica coincidía con Sariputra y rechazaban a Ananda, quien era visto como un "liberal"; a su vez los seguidores de Mahayana se oponían a Sariputra, a quien atacaban en sus escritos, considerándolo "inferior en sabiduría" y de intelecto lento.
Según algunos textos, los seguidores de Ananda manifestaban que el Buda histórico le había impartido a Sariputra una enseñanza inferior, para que pudiera entenderla.
El budismo theravāda concentra sus esfuerzos en destruir la fijación del yo y del cuerpo.
Para ello enunció en el tratado llamado Abhidharma, varios factores que acompañan a cualquier fenómeno sensible y que hacen que quien lo percibe, confunda las sensaciones con la realidad primaria.
En el theravāda, el Buda es el ente trascendental y despersonalizado, que se separó del mundo fenoménico, identificándose con la realidad última.

## En el budismo mahayana
La ampliación de significados que significó el budismo Mahayana propició el empleo de la palabra Buda en varios sentidos.
Cuando el budismo entró primeramente en China, se utilizó en los primeros siglos de manera similar a la palabra Tao, y así se empezó a aplicar la frase "el Buda" para describir a la realidad "tal cual es".
A su vez, se exaltará la ausencia de diferencia que supone la realización del nirvana respecto al estado de un Buda.
Ya en el Canon Pali del budismo antiguo, Buda reprende a Sariputra tras su despertar porque este no acepta que sea igual que el Buda.
En el mahayana el significado de la palabra Buda adquirirá significados más atemporales, devocionales y escatológicos, y así su uso será intensivo para señalar a personas, vivencias o estados de la mente.
Respecto al resto de términos provenientes del budismo clásico, estos sufrirán también algunas ampliaciones.
El término Arhant queda en desuso para dar paso a la presencia de la palabra Boddhisatva.
- Bodhisattva: a semejanza del arhant del budismo Theravada, el boddhisatva sigue las enseñanzas del Buda pero añadiendo una connotación unversalista, ya que hace votos para no realizar el nirvana definitivo hasta que todos los seres sean liberados.

Este ideal subraya dos cosas importantes: la primera es un compromiso histórico en el budismo como religión universalista.
La segunda es que el seguidor se sitúa en una posición temporal distinta respecto a los logros de su propio camino, subrayando su propia humildad para la persecución del Nirvana así como evitar que su esfuerzo sea presa del deseo o del pensamiento racional.
La palabra Boddhisatva estaba presente en el budismo antiguo, si bien se le daba un uso más histórico para nombrar la trayectoria de alguien que acabará siendo Buda, como por ejemplo le ocurrió al Buda histórico.
En el mahayana en cambio todos los seguidores serán motivados para vivir esta trayectoria como propia del camino budista de cualquier practicante.

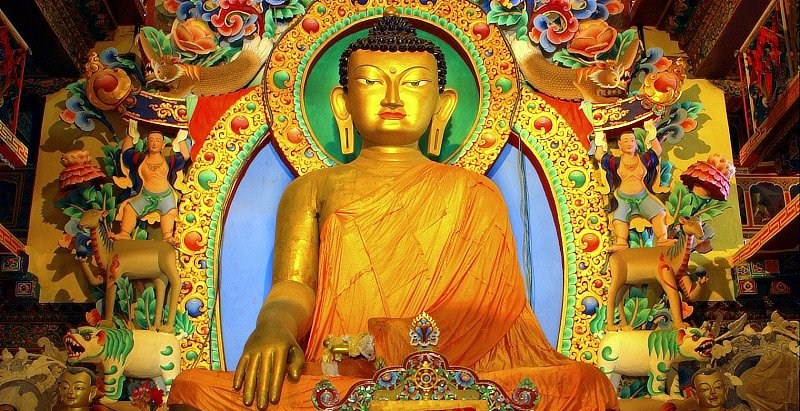
Estatua del Buda Sakyamuni en Tawang Gompa

## Características de un buda

### Diez características
Algunos budistas meditan sobre (o contemplan) el estado de buda con Diez características:
- Digno o noble
- Perfectamente autoiluminado
- Perfeccionado en conocimiento y conducta
- Glorioso o divino
- Insuperable conocedor del mundo
- Insuperable líder de personas
- Maestro de dioses y humanos
- Iluminado o trascendido
- Bendecido o afortunado
- Conoce la luz y la oscuridad

Estas características son mencionadas con frecuencia en las escrituras budistas y son recitadas a diario en muchos monasterios budistas.

## Realizaciones espirituales
Además de que un buda ha purificado su mente de deseo, aversión e ignorancia y por tanto ha dejado de estar atado al samsāra, la tradición señala que un buda posee una serie de poderes espirituales o sobrenaturales.
No obstante, aunque definitorios son considerados secundarios según indicaciones del propio Buda, y así se señala principalmente el hecho de que un buda es alguien totalmente despierto que se ha dado cuenta de la verdad primordial: de la naturaleza de la vida.
Una de las características más importantes de un buda es ser conocedor de la luz y de la oscuridad.

## Un buda no es un dios
En el canon pāḷi, se subraya la idea de que Buda Gautama fue un ser humano.
En el budismo theravāda se hace énfasis también en los más grandes poderes psíquicos (phala, ver Kevatta Sutta).
El cuerpo y la mente (los cinco khandas) de un buda son impermanentes y cambiantes, al igual que el cuerpo y la mente de la gente común.
Sin embargo, un buda reconoce la naturaleza inmutable del dharma, el cual es un principio eterno y es un fenómeno incondicionado y atemporal.
Este punto de vista es común en la escuela Theravāda y en otras escuelas budistas tempranas.
Desde el budismo mahāyāna, se considerarán tres facetas de un Buda y que también son las de la realidad percibida: nirmanakaya, sambogakaya y dharmakaya.
Estas tres características suponen una visión trinitaria de la realidad para poder explicarla; esto es principalmente un marco filosófico y explicativo para sondear su naturaleza.
Un malentendido común es que se considere a un Buda como a un Dios, al ser este igualmente reverenciado y/o adorado; sin embargo el budismo es una religión no-teísta.
Aunque Buda Gautama comenta sobre dioses tradicionales, tales como los Devas, Gautama consideró que las cuestiones sobre el "más allá" son sin provecho para la perspectiva de la liberación.
Por lo que, en general, los budistas no se plantean ni especulan sobre la existencia o no de un dios, o de dioses; o de un creador supremo a quien adorar.
El budismo no requiere de este recurso para explicar cómo alcanzar la iluminación.
Se considera a Buda como el guía y maestro que señala el camino para alcanzar el nirvāṇa y no como una deidad que hay que adorar.
Para muchos budistas, el alcanzar la iluminación es una responsabilidad personal que no se puede dejar en manos de un tercero, aunque otras corrientes budistas, como la de Tierra Pura, confían en la vía devocional mediante la invocación del Buda Amitabha, para que este les permita renacer en un nivel espiritual superior.

## El buda del budismo mahāyāna
Las escuelas del budismo mahāyāna afirman también que el buda histórico era un ser humano, si bien creen que tras convertirse en buda pasó a ser esencialmente algo más que un ser humano físico común, estaba integrado en la realidad de una manera distinta y trascendente.
Por vía de otras especulaciones filosóficas aparecerán otros marcos explicativos similares.
Uno de los principales es la noción de Tathagatagarbha o "Matriz de la iluminación".
En este esquema, se considera que [buda] es una potencialidad inherente en todo ser vivo que podrá ser despertada en el momento propicio.
Por lo tanto, que todos los seres son "budas" en potencia ya que tienen la capacidad de despertar rápido y también con perfección.
Esta es una doctrina metafísica y soteriología particularmente importante desde el siglo VI y a partir de la difusión de la Prajnaparamita, la principal aportación doctrinal del budismo mahāyāna.
A partir de aquí, la doctrina del Tathagatagarbha influirá en los principales sutras del budismo mahāyāna, como el Mahāparinirvana, el Lankavatara, el Sutra del Loto, el Sutra de la Perfecta Iluminación, etc.
Todos estos textos irán circulando por toda Asia y conformado así las diferentes escuelas del mahāyāna, que encuentran en esta idea filosófica un punto común y distintivo de su antecesor histórico indio (el actual budismo theravāda).

## Representaciones de buda en el arte

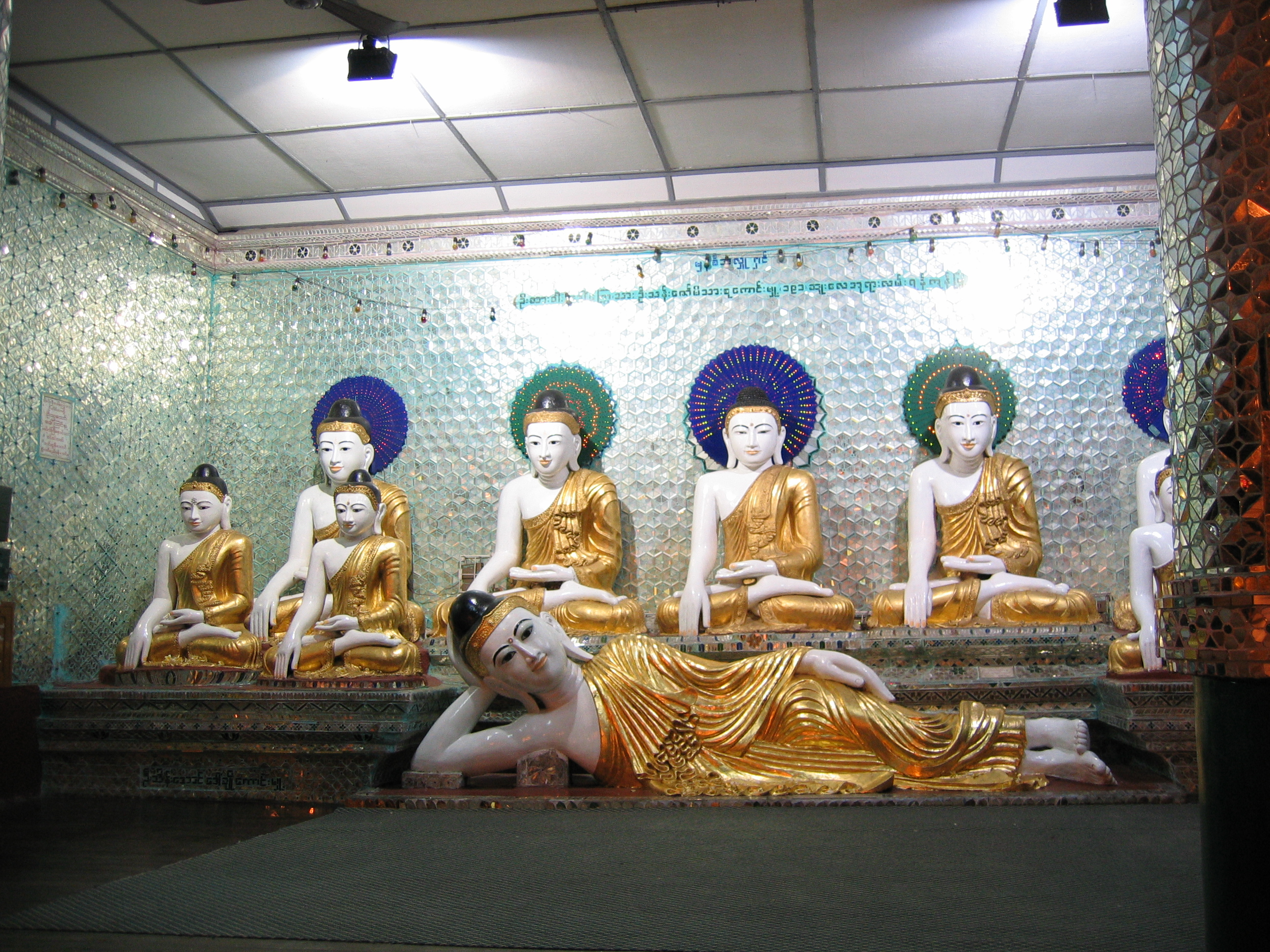
Estatuas de buda en Shwedagon Paya

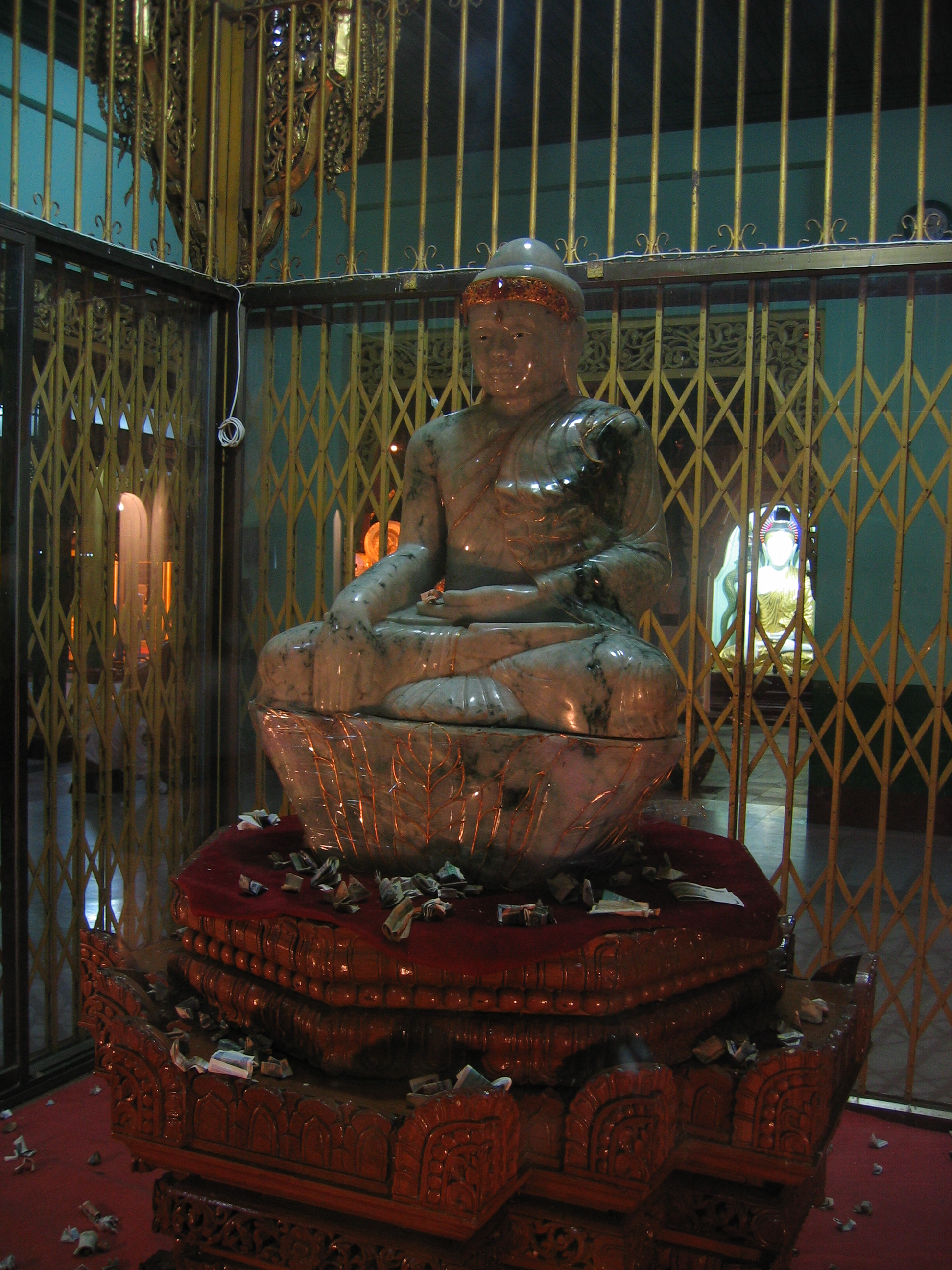
Estatua de jade de buda en Shwedagon Paya

Los budas son frecuentemente representados en estatuas y pinturas.
Los diseños habituales incluyen:
- El buda sedente
- El buda reclinado
- El buda pedestre
- El buda demacrado, que muestra a Siddhartha Gautama durante la práctica de su extremo ayuno.
- Hotei o Budai, el buda gordo y sonriente, común en China (Se cree que esta figura es una representación de un japonés medieval que es asociado con Buda Maitreya)

La estatua de buda Gautama que lo muestra invocando el rayo es una pose común en Laos.

## Mudrās
Las posturas y gestos de las manos de estas estatuas, conocidas respectivamente como āsanas y mudrās, son relevantes al momento de determinar su significado total.
La popularidad de un mudrā o de un āsana determinados tiende a ser específica de cada región, verbigracia el mudrā vajra (o jīngāng), es popular en Japón y Corea, pero infrecuente en India.
Otros son más comunes, por ejemplo, el mudrā vara-dá (‘da deseos’) es habitual entre las estatuas pedestres de Buda, especialmente cuando va asociado con el mudrā a-bhaya (‘sin-temor’).

## Marcas o señales
La mayor parte de pinturas de Buda contienen un cierto número "de marcas", que son consideradas los signos de su sublimación.
Estos signos varían según la región, pero dos son comunes:
- una protuberancia sobre la coronilla (que los indios creían incorrectamente que denotaba una gran capacidad mental);
- grandes lóbulos (que los indios creían incorrectamente que eran signos de una perfecta audición).

En el Canon Pali hay mención frecuente de una lista de las 32 señales físicas de un buda.

## Buda en la cultura popular (contemporánea)
- Sakyamuni es una obra de teatro del dramaturgo turco Mehmet Murat İldan (n. 1965), del año 2000.
- Buddha es un manga de Osamu Tezuka, publicado entre 1974 y 1984.
- En el ánime/manga Saint Seiya, el caballero dorado Shaka de Virgo es considerado un buda, o el hombre más cercano a Dios.
- En el anime/manga One piece, el almirante de flota de la marina Sengoku es nombrado como "sengoku el buda" ya que se puede transformar en una deidad gigante como un buda pero con afro...
- En Vampiro la Mascarada, el estado de Buda es conocido como Golconda.
- En el manga Saint Young Men, Buda Gautama es uno de los protagonistas, vive junto con Cristo en un apartamento de Tokio tomándose unas vacaciones en la Tierra mientras tratan de entender la sociedad actual.
- En el manga Shuumatsu No Valkyrie, Buda Gautama es uno de los concursantes del lado de los dioses en el torneo Ragnarok que decidirá el destino de la humanidad.